# Слобода (Чаусский район)
Слобода́ (бел. Слабада) — деревня в составе Горбовичского сельсовета Чаусского района Могилёвской области Республики Беларусь.

## Население
- 2010 год — 5 человек